# رايسفايك
رايسفايك Rijswijk  هي مدينة وبلدية غرب هولندا، في مقاطعة جنوب هولندا.

## طوبوغرافيا
خريطة طوبوغرافية هولندية لبلدية رايسفايك، يونيو 2015، (تقرأ بعد ثلاث نقرات على الخريطة).

## توأمة
لرايسفايك اتفاقيات توأمة مع:
- بيرون

## أعلام
- هاينس دي بوير
- ريتشارد كنوبر
- أدريان فان در كابل
- ريكاردو كيب
- سيغريد كاغ